# Antiprismă eneagonală
În geometrie antiprisma eneagonală este a șaptea dintr-o familie infinită de antiprisme. Bazele sale sunt eneagoane, iar fețele laterale sunt 18 triunghiuri. Având 20 de fețe, este un icosaedru neregulat.
În cazul bazei regulate cu 9 laturi, de obicei se consideră cazul în care copia sa este răsucită cu un unghi de 180°/9. O regularitate suplimentară se obține când dreapta care leagă centrele bazelor este perpendiculară pe planele bazelor, caz în care este o antiprismă dreaptă, iar triunghiurile fețelor laterale sunt isoscele. Dacă toate fețele sale sunt poligoane regulate, este un poliedru semiregulat, cu indicele uniform U77f.

## Antiprisma semiregulată

### Mărimi asociate
Pentru o antiprismă eneagonală semiregulată cu latura a, înălțimea h, aria A și volumul V se pot calcula cu relațiile:
{\displaystyle h={\sqrt {1-{\frac {\sec ^{2}{\frac {\pi }{18}}}{4}}}}\,a\approx 0,861526\,a\,,}
{\displaystyle A={\frac {9}{2}}\left(\cot {\frac {\pi }{9}}+{\sqrt {3}}\right)\,a^{2}\approx 20,157877\,a^{2},}
{\displaystyle V={\frac {3}{4}}{\sqrt {4\cos ^{2}{\frac {\pi }{18}}-1}}\,{\frac {\sin {\frac {\pi }{6}}}{\sin ^{2}{\frac {\pi }{9}}}}\,a^{3}\approx 5,439736\,a^{3}.}

## Poliedre înrudite
| Familia antiprismelor n-gonale uniforme | Familia antiprismelor n-gonale uniforme | Familia antiprismelor n-gonale uniforme | Familia antiprismelor n-gonale uniforme | Familia antiprismelor n-gonale uniforme | Familia antiprismelor n-gonale uniforme | Familia antiprismelor n-gonale uniforme | Familia antiprismelor n-gonale uniforme | Familia antiprismelor n-gonale uniforme | Familia antiprismelor n-gonale uniforme | Familia antiprismelor n-gonale uniforme | Familia antiprismelor n-gonale uniforme | Familia antiprismelor n-gonale uniforme | Familia antiprismelor n-gonale uniforme | Familia antiprismelor n-gonale uniforme |
| --------------------------------------- | --------------------------------------- | --------------------------------------- | --------------------------------------- | --------------------------------------- | --------------------------------------- | --------------------------------------- | --------------------------------------- | --------------------------------------- | --------------------------------------- | --------------------------------------- | --------------------------------------- | --------------------------------------- | --------------------------------------- | --------------------------------------- |
| Imagine poliedru                        |                                         |                                         |                                         |                                         |                                         |                                         |                                         |                                         |                                         |                                         |                                         | ...                                     | Antiprismă apeirogonală                 |                                         |
| Imagine pavare sferică                  |                                         |                                         |                                         |                                         |                                         |                                         |                                         |                                         |                                         |                                         |                                         | Imagine pavare plană                    |                                         |                                         |
| Configurația vârfului n.3.3.3           | 2.3.3.3                                 | 3.3.3.3                                 | 4.3.3.3                                 | 5.3.3.3                                 | 6.3.3.3                                 | 7.3.3.3                                 | 8.3.3.3                                 | 9.3.3.3                                 | 10.3.3.3                                | 11.3.3.3                                | 12.3.3.3                                | ...                                     | ∞.3.3.3                                 |                                         |

### Poliedru dual

Dual: Trapezoedru eneagonal

Poliedrul dual este trapezoedrul eneagonal.